# Stéphane Lambiel
Stéphane Lambiel (* 2. April 1985 in Martigny, Wallis) ist ein Eiskunstlauftrainer, Choreograph und ehemaliger Schweizer Eiskunstläufer, der im Einzellauf startete. Er ist der Weltmeister von 2005 und 2006.

## Persönliches
Lambiel wuchs in Saxon auf. Sein Vater ist Schweizer, seine Mutter stammt aus Portugal. Er hat zwei Geschwister, Silvia (* 1982) und Christophe (* 1989). Lambiel spricht fliessend Französisch, Deutsch, Englisch und Portugiesisch.

## Karriere

### Eiskunstläufer

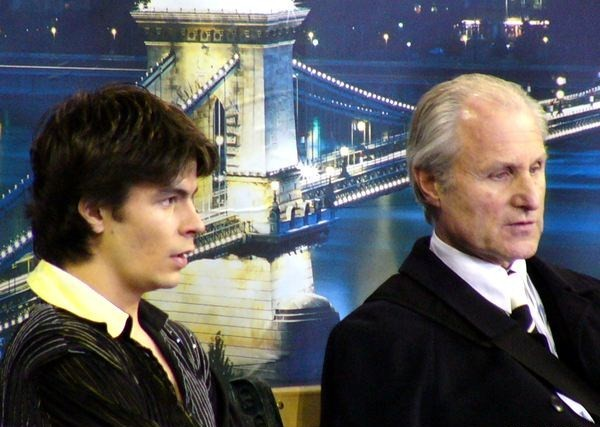
Stéphane Lambiel mit seinem Trainer Peter Grütter bei der EM 2004

Lambiel begann 1992 mit dem Eiskunstlauf. Sein Trainer war ab 1995 Peter Grütter und seine Choreographin seit 1996 Salomé Brunner. Lambiel entwarf und zeichnete seine Kostüme oft selbst. 1998 und 1999 wurde er Schweizer Juniorenmeister.
Bei den Juniorenweltmeisterschaften wurde er 2000 Zehnter und 2001 Fünfter. Bereits 2001 hatte Lambiel auch sein Debüt bei den Schweizer Seniorenmeisterschaften, die er auf Anhieb gewann. Bei seinem Europameisterschaftsdebüt 2001 in Bratislava gelang ihm mit Platz neun der Sprung unter die besten zehn. Im darauffolgenden Jahr bestritt Lambiel in Salt Lake City seine ersten Olympischen Spiele und in Nagano seine erste Weltmeisterschaft und beendete sie auf dem 15. bzw. 18. Platz. Bei der Europameisterschaft verbesserte er sich auf den vierten Platz, ein Ergebnis, das er erst vier Jahre später unterbieten sollte. 2004 erreichte Lambiel mit dem vierten Platz erstmals die Top Ten bei Weltmeisterschaften.
Der Durchbruch gelang Lambiel im Jahr 2005. Obwohl er verletzungsbedingt an keinem Grand-Prix-Wettbewerb hatte teilnehmen können und bei der Europameisterschaft als Vierter wieder eine Medaille verpasst hatte, wurde er am 17. März in Moskau Weltmeister. Es war der erste WM-Titel in der Herrenkonkurrenz für die Schweiz seit 1947, als Hans Gerschwiler siegreich gewesen war. Es war Lambiels erste Medaille bei einer internationalen Meisterschaft der Eliteklasse. Er war der einzige Läufer der Männerkonkurrenz, dem zwei fehlerfreie vierfache Toeloops in der Kür gelangen. Dabei profitierte er von der verletzungsbedingten Aufgabe Jewgeni Pljuschtschenkos nach dem Kurzprogramm, der die Titelkämpfe in den beiden Vorjahren gewonnen hatte. Allerdings hatte Lambiel bereits die Qualifikation wie auch das Kurzprogramm für sich entschieden. In der Kür lief Lambiel zum Soundtrack von King Arthur von Hans Zimmer.

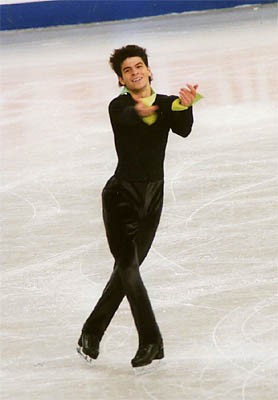
Stéphane Lambiel bei der Weltmeisterschaft 2005 in Moskau

In der Saison 2005/06 errang Lambiel bei jedem Wettbewerb, an dem er teilnahm, eine Gold- oder Silbermedaille. Beim Cup of Russia und beim Cup of China wurde er Zweiter und gewann somit seine ersten Grand-Prix-Medaillen. Erstmals qualifizierte er sich damit für das Grand-Prix-Finale, bei dem er in Tokio siegte.
Bei der Europameisterschaft in Lyon konnte Lambiel mit Silber hinter Jewgeni Pljuschtschenko endlich auch seine erste Medaille bei Europameisterschaften erringen. So ging er mit guten Medaillenchancen zu den Olympischen Spielen in Turin. Nach dem Kurzprogramm lag er auf dem dritten Platz, danach zeigte er die viertbeste Kür, dies reichte jedoch zur Silbermedaille hinter Pljuschtschenko, da andere grössere Fehler machten. Er zeigte keinen dreifachen Axel bei den Olympischen Spielen, jedoch eine saubere Vierfach-Toeloop-Dreifach-Toeloop-Doppel-Rittberger-Kombination. Es war die dritte olympische Medaille für die Schweiz in der Herrenkonkurrenz nach Georges Gautschis Bronzemedaille 1924 und Hans Gerschwilers Silbermedaille 1948.

Nachdem Pljuschtschenko seine Teilnahme an der folgenden Weltmeisterschaft in Calgary abgesagt hatte, galt Lambiel als Favorit auf den Titel. Er wurde Vierter im Kurzprogramm und gewann die Kür. Aufgrund seines Sieges in der Qualifikation konnte er Brian Joubert schlagen und somit seinen WM-Titel verteidigen. Damit gelang es Lambiel als erstem Schweizer Eiskunstläufer, zwei Weltmeistertitel zu erringen.
In der Saison 2006/07 sagte Lambiel aufgrund fehlender Motivation die Teilnahme an der Europameisterschaft ab, nachdem er bereits im November wegen einer Grippe nicht an der NHK Trophy hatte teilnehmen können und somit auch das Grand-Prix-Finale verpasst hatte. Im März bestritt er deshalb nach Skate Canada, wo er gewonnen hatte, mit der Weltmeisterschaft erst den zweiten internationalen Wettbewerb der Saison. Nach verpatztem Kurzprogramm holte er sich in Tokio mit seiner lang erwarteten Flamencokür, choreographiert von Antonio Najarro, die Bronzemedaille hinter Brian Joubert und Daisuke Takahashi.

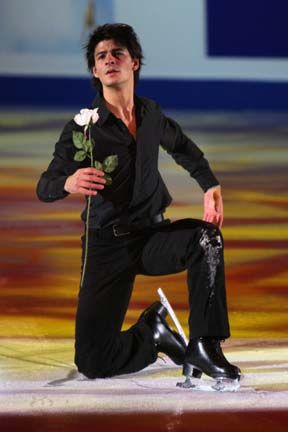
Lambiel beim Schaulaufen des Grand-Prix-Finales 2007/08

Die Saison 2007/08 begann für Lambiel mit einem dritten Platz beim Cup of China und einem zweiten Platz beim Cup of Russia. Damit qualifizierte er sich erneut für sein zweites Grand-Prix-Finale und konnte es abermals gewinnen, wenn auch äusserst knapp vor Daisuke Takahashi.
Bei der Europameisterschaft in Zagreb gewann er die Silbermedaille hinter Tomáš Verner und bei der Weltmeisterschaft belegte er aufgrund mehrerer Fehler den fünften Platz.
2008 ging Lambiel in die USA, um bei Wiktor Petrenko und Halyna Smijewska in New Jersey zu trainieren. Im Oktober sagte er jedoch seine beiden geplanten Grand-Prix-Wettbewerbe ab und verkündete seinen Rücktritt aufgrund einer Adduktorenverletzung.
Zur olympischen Saison 2009/10 kehrte Lambiel wieder zurück, trainiert wurde er wieder von Peter Grütter. Mit einem Sieg bei der Nebelhorn Trophy qualifizierte er sich für die Olympischen Spiele. Er wurde zum insgesamt neunten Mal Schweizer Meister und gewann bei der Europameisterschaft in Tallinn hinter dem ebenfalls zurückgekehrten Jewgeni Pljuschtschenko seine dritte Silbermedaille bei Europameisterschaften. Bei den Olympischen Spielen in Vancouver war er Fahnenträger für die Schweiz bei der Eröffnungsfeier. Er belegte den vierten Platz und verfehlte die Bronzemedaille nur um einen halben Punkt. Ein paar Wochen später erklärte Lambiel seinen endgültigen Rücktritt vom Wettkampfsport. Seitdem trat er bei zahlreichen Eisrevues und Show-Veranstaltungen auf.

### Choreograph und Trainer
Lambiel arbeitet bisweilen als Choreograph. Er war unter anderem tätig für die folgenden Eiskunstläufer:
- Florent Amodio[2]
- Miki Andō[1]
- Michal Březina[3]
- Carolina Kostner[4][5]
- Julija Lipnizkaja[6]
- Tatsuki Machida[7]
- Nobunari Oda[8]
- Alexander Petrow[5]
- Nelli Schiganschina und Alexander Gazsi[9]
- Koshiro Shimada[10]
- Akiko Suzuki[8]
- Daisuke Takahashi[11]
- Denis Ten[5]
- Jelisaweta Tuktamyschewa[5]
- Shōma Uno[12]
- Deniss Vasiļjevs[13]

Ausserdem ist er als Trainer tätig: 2014 gründete er die Skating School of Switzerland in Champéry, wo er mit den ehemaligen internationalen Eiskunstläufern Anna Bernauer und Robb Dierking, sowie in regelmässigen Abständen mit seinen eigenen Wegbegleitern Peter Grütter, Salomé Brunner und Majda Scharl und dem mehrfachen Italienischen Meister Angelo Dolfini als Sprungexperten zusammenarbeitet. Seit dem 1. Januar 2020 ist er zudem offiziell als Trainer und Choreograph für den Schweizer Eislauf-Verband tätig. Die Skating School of Switzerland ist von 2022 bis 2026 eines der von der Internationalen Eislaufunion geförderten ISU Centers of Excellence.
Sein langjähriger Schüler ist der lettische Eiskunstläufer Deniss Vasiļjevs, der seit 2016 bei ihm trainiert. Vasiļjevs ist mehrfacher lettischer Meister und gewann die Bronzemedaille bei den Europameisterschaften 2022. Seit 2017 trainiert Lambiel den Japaner Koshiro Shimada.
Im Verlauf der Saison 2019/20 schloss sich Shōma Uno, der zuvor trainerlos gearbeitet hatte, der Trainingsschule in Champéry an. Unter Lambiels Training gewann Uno die Weltmeisterschaften 2022 und 2023 und das Grand-Prix-Finale 2022/23.
Ab der Saison 2018/19 trainierte Lambiel eine Zeitlang die mehrfache finnische Meisterin Emmi Peltonen. Von Juni 2020 bis Juni 2021 war er Trainer der mehrfachen Schweizer Meisterin Alexia Paganini. In der Saison 2020/21 trainierte er ausserdem übergangsweise die japanische Meisterin Rika Kihira.

## Sonstiges
Lambiel war vor allem für seine Pirouetten bekannt. Im Gegensatz zu den meisten Eiskunstläufern konnte er sowohl im als auch gegen den Uhrzeigersinn springen und Pirouetten drehen. Alexei Mischin bezeichnete ihn als herausragenden Künstler und Pirouettengenie und bemerkte, dass Lambiel nur vom modernen Reglement erdrückt worden sei.
Er ist einer von nur fünf europäischen Weltmeistern in der Geschichte, die nie Europameister wurden und einer von nur drei europäischen Eiskunstläufern, die mindestens zwei WM-Titel gewannen, ohne jemals einen EM-Titel zu gewinnen. Der letzte Weltmeister vor Lambiel, der nie Europameister wurde, war Sergei Wolkow.
Lambiel entwarf ein eigenes Uhrmodell, genannt Spin Master. Im Eiskunstlauf-Anime Yūri!!! On Ice aus dem Jahr 2016 sprach er sich selbst in einem Cameoauftritt.

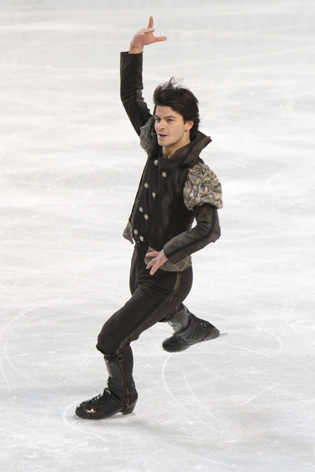
Lambiel bei der EM 2010

## Ergebnisse
| Wettbewerb / Jahr              | 1997  | 1998  | 1999  | 2000  | 2001  | 2002  | 2003  | 2004  | 2005  | 2006  | 2007  | 2008  | 2010  |
| ------------------------------ | ----- | ----- | ----- | ----- | ----- | ----- | ----- | ----- | ----- | ----- | ----- | ----- | ----- |
| Olympische Winterspiele        |       |       |       |       |       | 15.   |       |       |       | 2.    |       |       | 4.    |
| Weltmeisterschaften            |       |       |       |       |       | 18.   | 10.   | 4.    | 1.    | 1.    | 3.    | 5.    |       |
| Europameisterschaften          |       |       |       |       | 9.    | 4.    | 5.    | 6.    | 4.    | 2.    |       | 2.    | 2.    |
| Juniorenweltmeisterschaften    |       |       |       | 10.   | 5.    |       |       |       |       |       |       |       |       |
| Schweizer Meisterschaften      | 1. N  | 1. J  | 1. J  |       | 1.    | 1.    | 1.    | 1.    | 1.    | 1.    | 1.    | 1.    | 1.    |
| –                              |       |       |       |       |       |       |       |       |       |       |       |       |       |
| Grand-Prix-Wettbewerb / Saison | 96/97 | 97/98 | 98/99 | 99/00 | 00/01 | 01/02 | 02/03 | 03/04 | 04/05 | 05/06 | 06/07 | 07/08 | 09/10 |
| Grand-Prix-Finale              |       |       |       |       |       |       |       |       |       | 1.    |       | 1.    |       |
| Skate Canada                   |       |       |       |       |       |       |       |       |       |       | 1.    |       |       |
| Trophée Lalique                |       |       |       |       |       | 6.    |       |       |       |       |       |       |       |
| Cup of Russia                  |       |       |       |       |       |       |       | 5.    |       | 2.    |       | 2.    |       |
| Cup of China                   |       |       |       |       |       |       |       |       |       | 2.    |       | 3.    |       |

- Lambiel startete in der Saison 2008/2009 nicht
- N = Neulinge; J = Junioren

Andere Wettbewerbe
- 2001 – 11. Rang – Finlandia Trophy
- 2002 – 1. Rang – Les Etoiles de la Glace
- 2002 – 1. Rang – Ondrej-Nepela-Memorial
- 2009 – 1. Rang – Nebelhorn Trophy